# Монтирон
Монтиро́н (фр. Montiron) — коммуна во Франции, находится в регионе Юг — Пиренеи. Департамент — Жер. Входит в состав кантона Жимонт. Округ коммуны — Ош.
Код INSEE коммуны — 32288.

## География

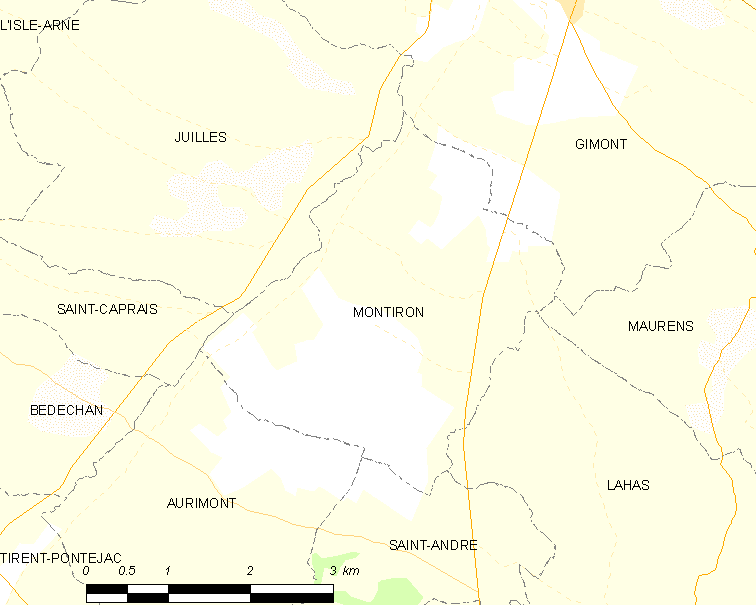
Карта коммуны

Коммуна расположена приблизительно в 600 км к югу от Парижа, в 50 км западнее Тулузы, в 23 км к востоку от Оша.
По территории коммуны протекают реки Жимон и Маркау.

## Климат
Климат умеренно-океанический. Лето жаркое и немного дождливое, температура часто превышает 35 °С. Зимой часто бывает отрицательная температура и ночные заморозки. Годовое количество осадков — 700—900 мм.

## Население
Население коммуны на 2010 год составляло 123 человека.
| 1962 | 1968 | 1975 | 1982 | 1990 | 1999 | 2010 |
| ---- | ---- | ---- | ---- | ---- | ---- | ---- |
| 215  | 154  | 122  | 110  | 116  | 131  | 123  |

## Администрация
| Период | Период | Фамилия           | Партия | Примечания |
| ------ | ------ | ----------------- | ------ | ---------- |
| 2001   | 2014   | Андре Бац         |        |            |
| 2014   | 2020   | Жан-Мишель Вернис |        |            |

## Экономика
В 2010 году среди 76 человек трудоспособного возраста (15-64 лет) 60 были экономически активными, 16 — неактивными (показатель активности — 78,9 %, в 1999 году было 63,3 %). Из 60 активных жителей работали 60 человек (31 мужчина и 29 женщин), безработных не было. Среди 16 неактивных 3 человека были учениками или студентами, 11 — пенсионерами, 2 были неактивными по другим причинам.